# Multimodus perillustris
Multimodus perillustris is een fossiele soort schietmot uit de familie Vitimotauliidae.